# The Louvin Brothers
The Louvin Brothers was een Amerikaans countrymuziekduo, dat gevormd werd door de broers Ira Lonnie Loudermilk (1924-1965) en Charlie Elzer Loudermilk (1927-2011), beter bekend als Ira en Charlie Louvin. Hun muziek kenmerkte zich vooral door de grote invloed van hun Baptistische geloof en het gebruik van close harmony.

## Geschiedenis
De muzikale carrière van de broers Loudermilk nam in de jaren veertig zijn aanvang in de gospelmuziek. De niet-religieuze single "The Get Acquainted Waltz", die werd opgenomen met de Amerikaanse muziekproducent Chet Atkins en op 20 februari 1951 werd uitgebracht, werd echter een bescheiden hit. Ook de singles "Cash on the Barrelhead" en "When I Stop Dreaming" leverden succes op. Van 1955 tot 1963 maakten The Louvin Brothers deel uit van het wekelijkse muziekprogramma Grand Ole Opry. In 1963 stopten de broers met gezamenlijk optreden en richtte Charlie zijn aandacht op een solocarrière. Tragic Songs of Life, hun debuutalbum uit 1956, is opgenomen in het boek 1001 Albums You Must Hear Before You Die.
Ira Louvin was berucht door zijn drankmisbruik en opvliegende karakter. Hij trouwde in totaal vier keer. Zijn derde vrouw schoot Ira drie keer in zijn rug nadat hij haar had geprobeerd te wurgen. Tijdens optredens sloeg hij - onder invloed van de alcohol - weleens zijn mandoline kapot. Zijn speelstijl was vergelijkbaar met die van de bluegrass-artiest Bill Monroe. Hij verongelukte op 20 juni 1965 toen een dronken autochauffeur hem en zijn vierde vrouw aanreed in Williamsburg, Missouri. Destijds werd Ira door de politie gezocht voor autorijden onder invloed (DUI).
De countryrockgroep The Byrds nam het door Ira en Charlie geschreven nummer "The Christian Life" op voor hun album uit 1968, genaamd The Sweetheart of the Rodeo. In 2001 werden The Louvin Brothers opgenomen in de Country Music Hall of Fame. Het tribute-album Livin', Lovin', Losin': Songs of the Louvin Brothers, dat in 2003 werd uitgebracht en werd geproduceerd door Carl Jackson won in 2004 een Grammy Award voor het beste countrymuziekalbum.

## Discografie
| - Tragic Songs of Life (1956) - Nearer My God to Thee (1957) - The Louvin Brothers (1957) - Ira and Charlie (1958) - The Family Who Prays (1958) - Country Love Ballads (1959) - A Tribute to the Delmore Brothers (1960) - My Baby's Gone (1960) - Satan Is Real (1960) - Country Christmas (1961) - Encore (1961) - Weapon of Prayer (1962) - Keep Your Eyes on Jesus (1963) - Less and Less and I Don't Love You Anymore (1965) - Thank God for My Christian Home (1965) | - The Unforgettable Ira Louvin (1965) - Lonesome Is Me (1966) - Two Different Worlds (1966) - I Forgot to Cry (1967) - I'll Remember Always (1967) - Country Heart and Soul (1968) - Hey Daddy (1968) - The Kind of Man I Am (1968) - Will You Visit Me on Sundays? (1968) - Here's a Toast to Mama (1969) - Live at New River Ranch (1989) - Running Wild (2002) - I Don't Believe You've Met My Baby (2002) - The Great Roy Acuff Songs (2003) - The Louvin Brothers |